# Angry Birds Friends
Angry Birds Friends è un videogioco rompicapo sviluppato dalla Rovio Mobile, quinto spin-off del gioco principale Angry Birds nonché sesto capitolo della serie. Inizialmente il gioco era conosciuto anche come Angry Birds Facebook, poiché giocabile solo sul social network Facebook. In seguito fu distribuito anche per iOS e Android.
Un'estensione del gioco contiene dieci livelli che vedono come protagonista la band punk rock Green Day.